# Complejo Chelonoidis nigra
Se denomina Complejo Chelonoidis nigra a un complejo de especies que engloba un total de 10 especies de tortugas terrestres del género Chelonoidis, las que son conocidas comúnmente como tortugas de las Galápagos, tortugas gigantes de las islas Galápagos, o más conocidas como galápagos, según la RAE.
Se trata de un grupo de especies estrechamente relacionadas que llegan a vivir 300 a 400 años, donde la línea de demarcación precisa entre ellas es aún tenue, debido a su evolutivamente reciente formación. Todas ellas habitan en las oceánicas islas Galápagos.
Son la especie de tortuga de tierra más longeva del mundo, y La tortuga gigante de Floreana es considerada como la tortuga más grande del mundo.
Las tortugas de Galápagos ofrecen un caso ejemplar de adaptación evolutiva impulsada por aislamiento, factores ambientales y limitaciones geográficas. 

La distribución de todos los integrantes del «Complejo Chelonoidis nigra» en las islas Galápagos.

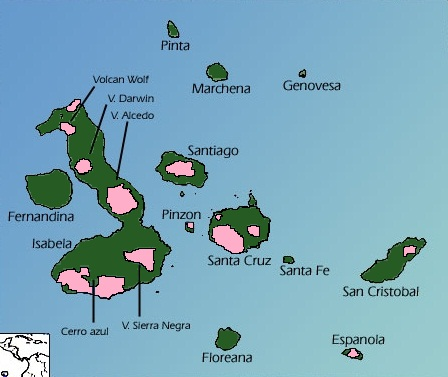
En rosa, la distribución del «Complejo Chelonoidis nigra» en las islas Galápagos.

## Distribución

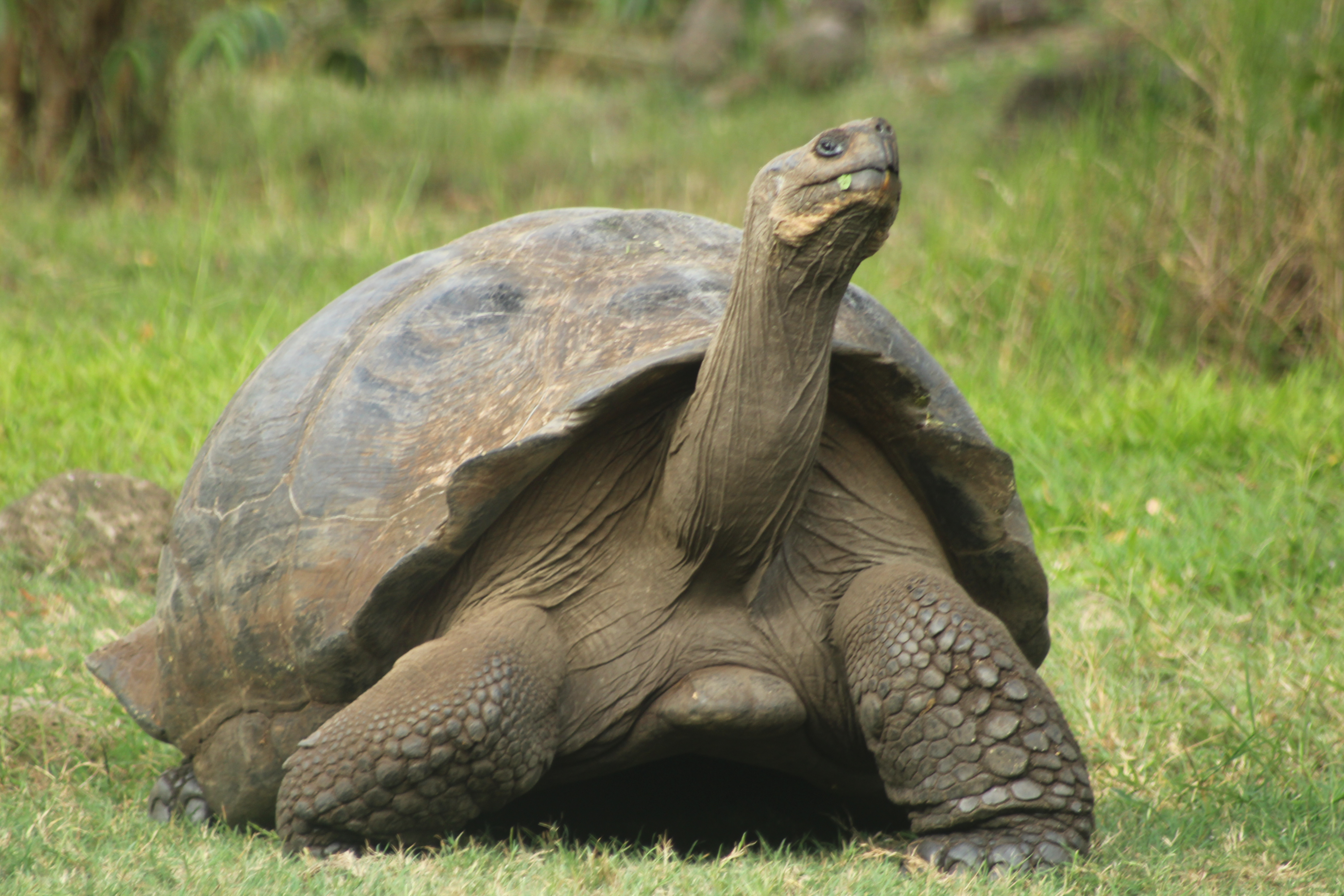
Ejemplar de este complejo de especies: Chelonoidis duncanensis.

Las 10 especies que integran el «Complejo Chelonoidis nigra» habitan en 7 de las oceánicas islas Galápagos, un archipiélago volcánico situado a unos 1000 km al oeste de las costas sudamericanas de Ecuador.

## Taxonomía

### Historia taxonómica

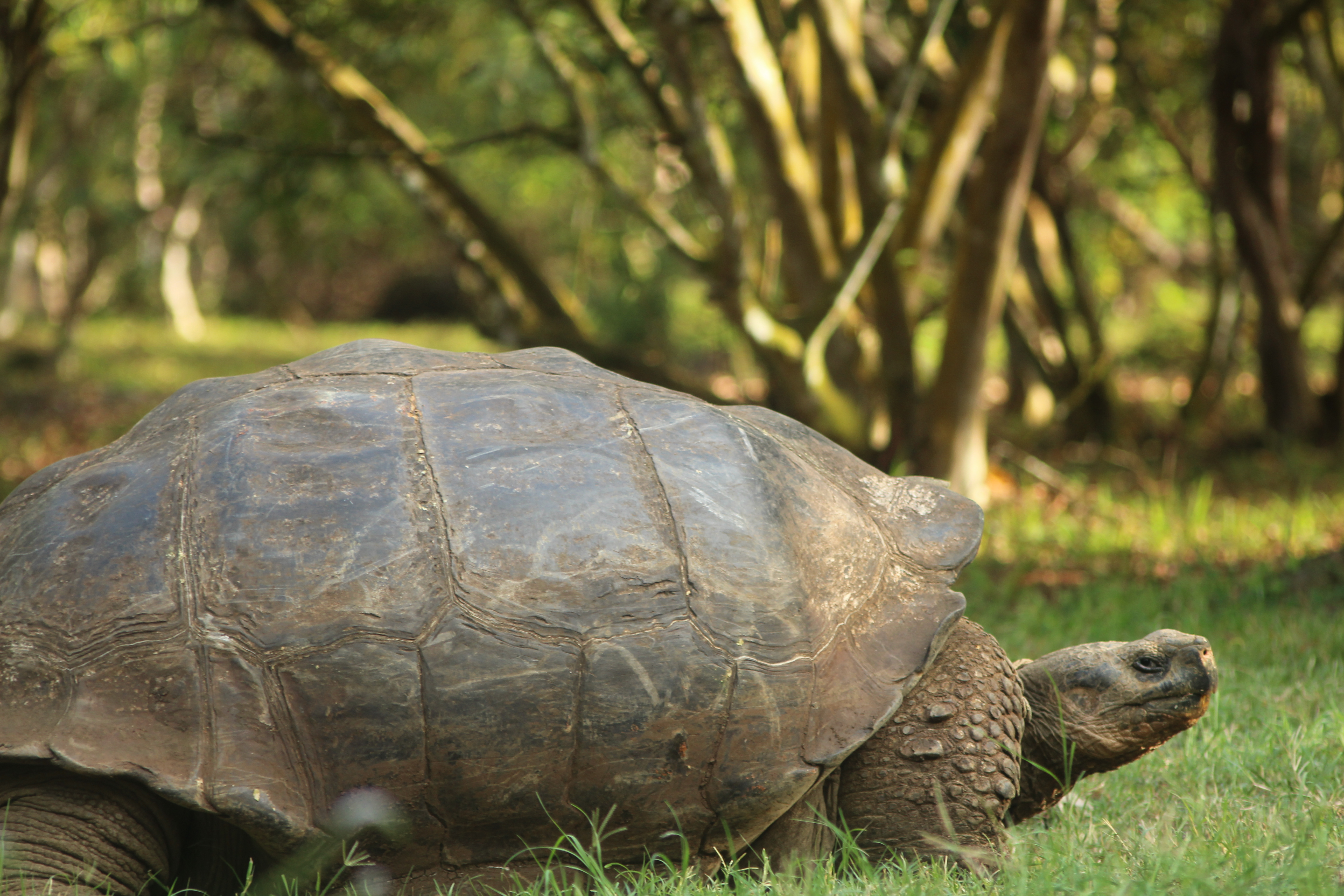
Ejemplar de este complejo de especies.

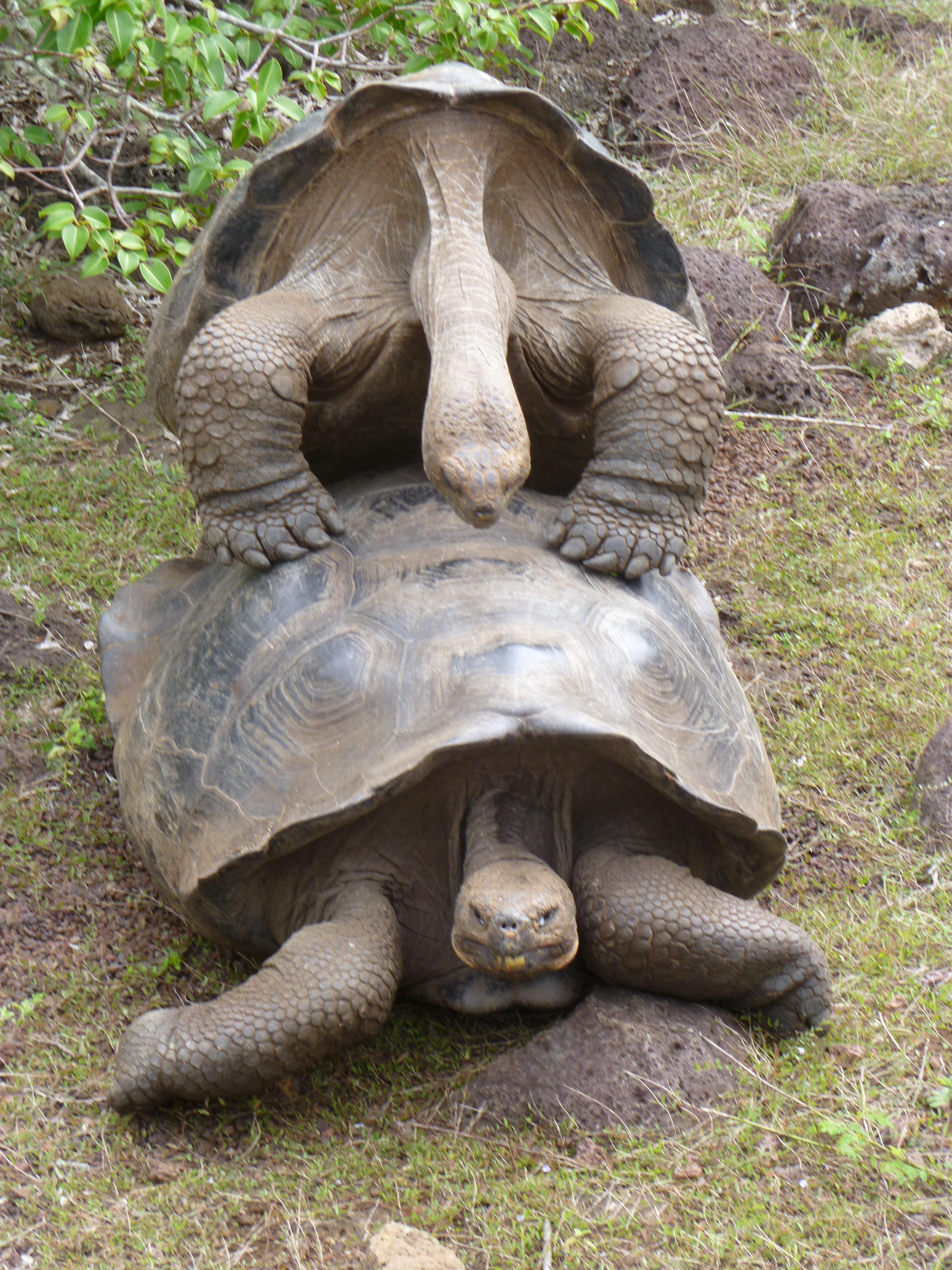
Ejemplares copulando de Chelonoidis chathamensis, especie que también integra este complejo de especies.

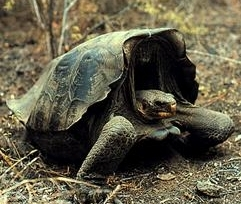
Ejemplar de este complejo de especies: Chelonoidis becki.

Las islas Galápagos fueron descubiertas en 1535, pero aparecieron por primera vez en los mapas en 1570. Fueron nombradas "Insulae de los Galopegos" (Islas de las Tortugas) en referencia a las tortugas gigantes que los navegantes encontraron allí, pues «galápago» es una antigua palabra española que significa «tortuga».
Inicialmente, la tortuga gigante de Aldabra (Geochelone gigantea) y las de las Galápagos fueron consideradas como una sola especie, pues los naturalistas pensaban que los marineros habían transportado a las tortugas. En 1783, Johann Gottlob Schneider clasificó todas las tortugas gigantes como Testudo indica («tortuga de las Indias»). En 1812 August Friedrich Schweigger las llamó Testudo gigantea («tortuga gigante»). En 1834, André Marie Constante Duméril y Gabriel Bibron clasificaron las tortugas de las Galápagos como una especie separada, a la que llamaron Testudo nigrita («tortuga negra»).
Genéricamente, los componentes del complejo fueron también asignados a Geochelone, pero análisis genéticos comparativos han indicado que están realmente más estrechamente relacionadas al género africano Kinixys. Sus antepasados al parecer conquistaron Sudamérica en el Oligoceno, cruzando el Atlántico, al que llegaron arrojadas por grandes inundaciones de los ríos del oeste africano. Este cruce fue posible tanto por su capacidad de flotar con la cabeza apuntando hacia arriba, como por la de poder sobrevivir hasta 6 meses sin comida ni agua.
Posteriormente, empleando el mismo método que les permitió conquistar América, cruzaron el océano Pacífico centro-este y lograron arribar a las islas Galápagos.

### El «ComplejoChelonoidis nigra»
Ya el mismo Charles Darwin había reconocido la diversidad morfológica de este complejo, durante su visita al archipiélago en 1835, lo que le sirvió como uno de los argumentos para sustentar su teoría de la evolución de las especies.
Los taxones que integran este complejo eran tratados como simples subespecies de una única especie: Chelonoidis nigra. A principios del siglo XXI, un estudio encontró mayores diferencias genéticas entre ellas que lo que se creía hasta ese momento, por lo que se pasó a considerarlas a todas como especies plenas, agrupándolas en este conjunto ya que, al tener un origen común, presentan características particulares y aglutinantes dentro del género Chelonoidis.

### Especies que lo integran
El «Complejo Chelonoidis nigra» incluye un total de 10 especies: 
Vivientes
- Chelonoidis becki (Rothschild, 1901) es la tortuga del norte de Isabela.
- Chelonoidis chathamensis (Van Denburgh, 1907) es la tortuga de San Cristóbal.
- Chelonoidis darwini (Van Denburgh, 1907) es la tortuga de Santiago.
- Chelonoidis duncanensis (Garman, 1996) es la tortuga de Pinzón.
- Chelonoidis hoodensis (Van Denburgh, 1907) es la tortuga de Española.
- Chelonoidis porteri (Rothschild, 1903) es la tortuga de Santa Cruz.
- Chelonoidis vicina (Günther, 1875) es la tortuga del sur de Isabela.
- Chelonoidis phantastica (Van Denburgh, 1907) es la tortuga de Fernandina. Se creía extinta hasta 2019.[5]

Extintas
- † Chelonoidis abingdonii (Günther, 1877) es la tortuga de Pinta.
- † Chelonoidis nigra (Quoy & Gaimard, 1824) es la tortuga de Floreana.

## Características
Entre sus miembros se incluyen a las tortugas terrestres vivientes más grandes del mundo, alcanzando pesos de más de 450 kg, y longitudes de más de 2 metros. Son de los más longevos vertebrados, con una esperanza de vida en el medio silvestre que puede superar los 100 años, y en cautiverio por lo menos hasta 170 años. 
La variabilidad de las características morfológicas de los integrantes del conjunto se hace patente en especial en sus grandes caparazones óseos, los que se fueron adaptando de acuerdo al ambiente de cada isla.

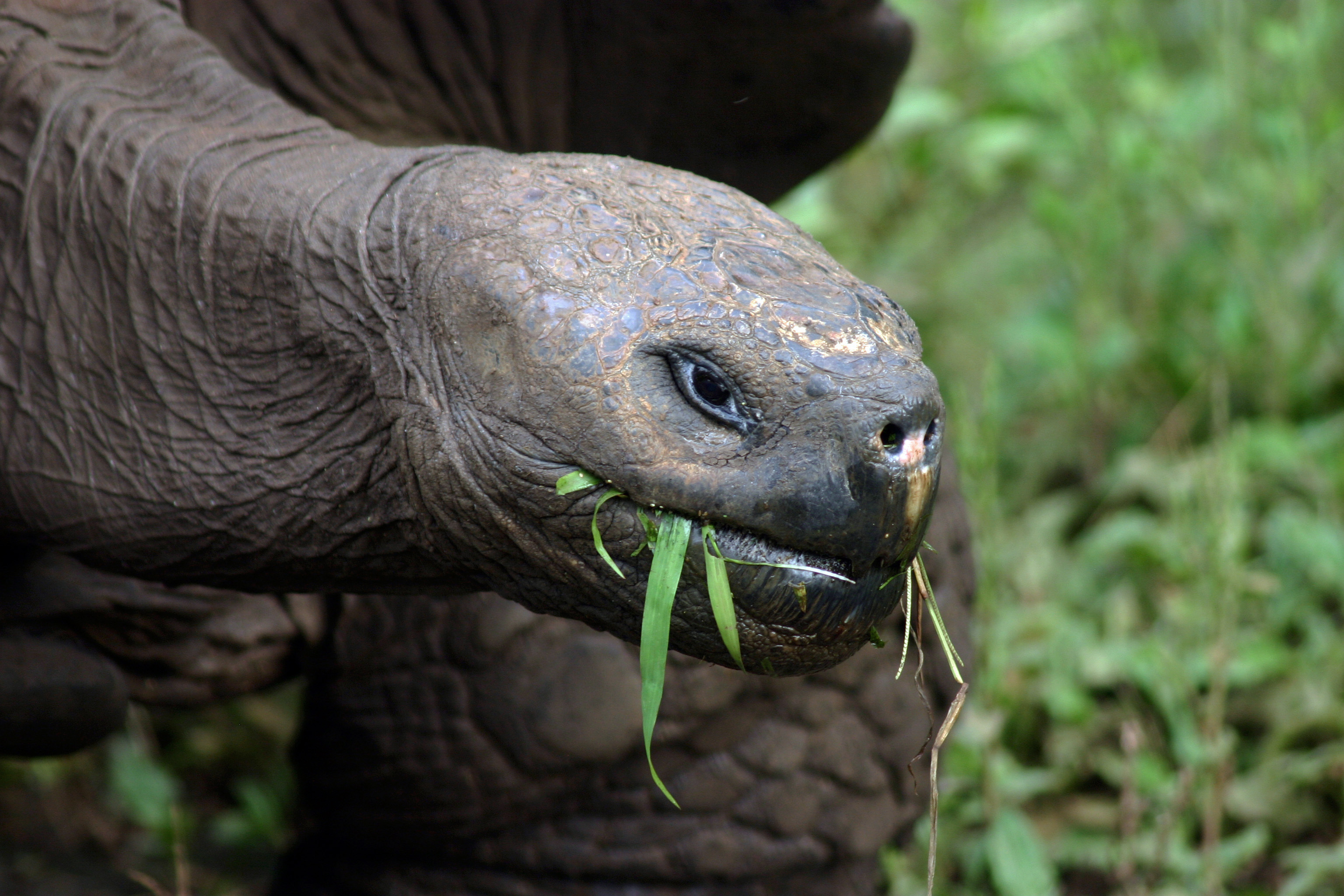
Galápagos tortoise Santa Cruz.

Esta variabilidad hizo que los zoólogos subdividieran al grupo en numerosos taxones, siendo cada uno característico de una isla o de una parte de ella.
Se pueden reconocer 3 formas básicas:
Caparazón con forma de domoEs característico de los taxones que habitan en tierras altas y ambientes húmedos, como en la isla Santa Cruz o en algunos volcanes de la isla Isabela. Esto les permite desplazarse entre la densa vegetación sin quedar atrapadas entre las ramas. Sus caparazones son más grandes y sus cuellos más cortos.
Caparazón con forma de silla de montarPertenecen a tierras bajas en hábitats desérticos y con poca vegetación, además poseen una elevación en la parte frontal, que les permite estirar el cuello más que al resto de las tortugas y así alimentarse de las hojas altas de arbustos y de las pencas de los cactus. Sus caparazones son más pequeños y sus cuellos más largos.
Caparazón intermedioEl tercer tipo de caparazón posee características intermedias de los dos anteriores.
Los 3 grupos de especies de este complejo

## Comportamiento
Algunos individuos son sedentarios, mientras que a otros parece gustarles la idea de desplazarse, por lo que exploran nuevos territorios. Sin embargo todas deben refugiarse en las horas de mayor insolación, colocándose a la sombra de un árbol, entre arbustos o sumergiéndose en pozas de agua lodosa, la que por cierto le quita los parásitos. En ocasiones las tortugas estiran su cuello y sus extremidades, en una pose que llama a los pájaros a acercarse y alimentarse de sus parásitos.

## Conservación

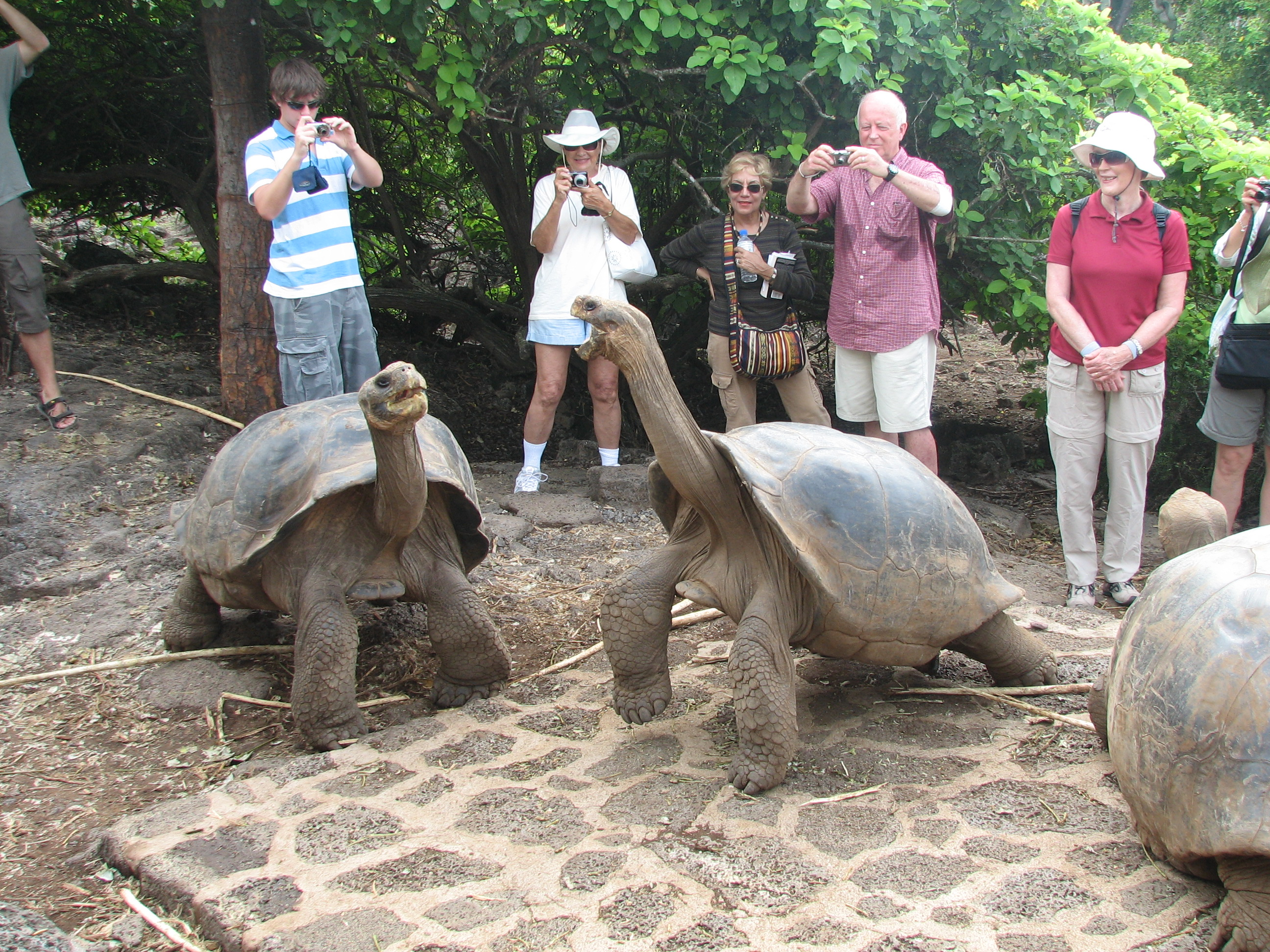
Ejemplares de este complejo de especies en las islas Galápagos.

Las poblaciones de las especies de este complejo fueron decreciendo, desde más de 250 000 individuos en el siglo XVI a alrededor de 3000 en los años 1970. Las causas de esta despoblación progresiva han sido diversas: caza de carne de tortuga, prospección petrolífera, separación de hábitat para la agricultura, e introducción de animales no nativos tales como ratas, cabras y cerdos. Los esfuerzos de conservación a partir del siglo XX han dado lugar a miles de ejemplares criados en cautividad, los que fueron liberados en sus islas originarias, por lo que se estima que el número logró superar los 19 000 individuos al inicio del siglo XXI. A pesar de esta recuperación, este conjunto está clasificado como «Vulnerable» por la Unión Internacional para la Conservación de la Naturaleza (UICN).

## Hipótesis sobre su evolución
El desarrollo y la distribución de las tortugas de Galápagos son objeto de varias hipótesis que intentan explicar cómo estos reptiles únicos evolucionaron y se distribuyeron a través de las diversas islas del archipiélago de Galápagos. Estas hipótesis se basan en los principios de evolución, geografía y ecología. 

### Aislamiento y divergencia evolutiva
La hipótesis más aceptada es que las tortugas de Galápagos evolucionaron en aislamiento en las islas. El archipiélago está ubicado sobre la Placa de Nazca, que está en constante movimiento, y su aislamiento ha llevado a un camino evolutivo único para las tortugas.
Se cree que las primeras tortugas llegaron desde el continente sudamericano, posiblemente desde Ecuador o el norte de Perú, hace alrededor de 3 a 4 millones de años. Los ancestros de estas tortugas pudieron haber sido transportados a las islas por vegetación flotante, balsas naturales u otros medios de dispersión pasiva. Una vez que las tortugas colonizaron las islas, comenzó a jugar un papel importante el aislamiento geográfico, lo que llevó a la divergencia genética en las poblaciones de las islas separadas, dando lugar a la aparición de diferentes subespecies de tortugas con características físicas y comportamentales distintas (por ejemplo, diferencias en la forma del caparazón, el tamaño, y la capacidad de adaptación a nichos ecológicos específicos).

### Forma del caparazón y adaptación ecológica
La famosa diferencia en las formas de los caparazones entre las tortugas de diferentes islas es a menudo citada como un ejemplo de radiación adaptativa, un proceso en el que una sola especie evoluciona hacia una variedad de formas adaptadas a diferentes entornos. Se observan dos tipos principales de formas de caparazón:
- Caparazones domados: estas tortugas tienden a encontrarse en islas más bajas con vegetación exuberante, donde hay más comida disponible. El caparazón domado les permite alcanzar más alimentos, ya que la forma permite que extiendan sus cuellos y lleguen al suelo.

- Caparazones en forma de silla de montar: Se encuentran en islas más secas y áridas, donde las tortugas tienen un caparazón más arqueado o en forma de silla de montar, lo que les permite extender sus cuellos más alto y alimentarse de vegetación más alta, como las patas de cactus y arbustos. Estas islas tienden a tener menos recursos, y las tortugas con caparazón en forma de silla de montar evolucionaron para lidiar con la escasez alimentaria al poder alcanzar plantas más difíciles de conseguir.[9]

Se piensa que esta diferencia evolucionó como respuesta a diferentes presiones ambientales en las islas, un proceso conocido como especiación ecológica. Las tortugas que mejor se adaptaron a las condiciones locales fueron las que tuvieron más probabilidades de sobrevivir y reproducirse, lo que llevó al desarrollo de formas distintas.

### El papel de la actividad volcánica y la formación de islas
La formación y la edad de las islas también juegan un papel crucial en la distribución de las tortugas. Las islas Galápagos son volcánicas, y se formaron en diferentes momentos. Las islas más antiguas, como San Cristóbal, tienen poblaciones de tortugas bien establecidas con ecosistemas más antiguos y estables. Las islas más jóvenes, como Fernandina, todavía están en proceso de sucesión ecológica y albergan menos tortugas.
Las tortugas en islas más jóvenes pueden ser menos diversas o tener diferentes presiones ecológicas, ya que la vegetación y los ecosistemas aún están en desarrollo. Con el tiempo, si las tortugas logran colonizar estas islas, pasarán por nuevos cambios evolutivos impulsados por las condiciones específicas de cada isla.

### Influencia humana y migración
Aunque el desarrollo y la distribución natural de las tortugas se explican principalmente por el aislamiento geográfico y los factores ambientales, las actividades humanas también han jugado un papel importante en la distribución actual de las tortugas:
La llegada de los humanos a Galápagos (alrededor del siglo XVI) introdujo numerosas especies no nativas a las islas, como ratas, cerdos y cabras, que compitieron con las tortugas por alimentos e incluso depredaron sus huevos y crías. Estas introducciones pueden haber causado cambios en las poblaciones de tortugas, llevando a que algunas poblaciones declinaran o incluso se extinguieran.
Reubicación de Tortugas por los Humanos: A lo largo de los siglos, las personas también han movido tortugas entre islas, ya sea por esfuerzos de conservación o para recolección. Esto ha llevado a cierta mezcla genética, aunque también ha suscitado preocupaciones sobre la integridad genética de algunas poblaciones.

### Época del Pleistoceno y el cambio climático
El desarrollo de las tortugas de Galápagos también pudo haberse visto influido por las condiciones climáticas del Pleistoceno, cuando los niveles del mar eran mucho más bajos y algunas islas podrían haber estado conectadas o más cercanas entre sí. Esto pudo haber facilitado la migración entre islas y contribuido al flujo genético entre poblaciones. Durante los períodos más fríos, las tortugas podrían haber podido colonizar nuevas islas más fácilmente, mientras que durante los períodos más cálidos, el aislamiento podría haber conducido a una mayor divergencia.
Las pruebas de cambios climáticos podrían haber impulsado a las tortugas a adaptarse a una variedad de condiciones, contribuyendo al desarrollo de diferentes poblaciones con características distintas.

### Patrones biogeográficos y el papel de las corrientes marinas
Las tortugas también pudieron haber sido ayudadas por las corrientes oceánicas del archipiélago de Galápagos. Estas corrientes son importantes para la dispersión natural de especies. Las tortugas, al igual que otros organismos, podrían haber sido transportadas por las corrientes oceánicas o por balsas naturales de vegetación que aparecían periódicamente entre las islas, facilitando la migración ocasional y el intercambio genético entre poblaciones isleñas.